# Тюлюкасы
Тюлюкасы́ (чув. Етруккасси Мӑрат) — деревня в Вурнарском районе Чувашской Республики. Входит в состав Большеторханского сельского поселения.

## География
Находится в центральной части Чувашии, на расстоянии приблизительно 11 км на север-северо-восток по прямой от районного центра поселка Вурнары на левом берегу речки Илеборка.

## История
Известна с 1858 года, когда здесь проживало 229 человек. В XIX веке часть деревни составляла околоток деревни Первая Муратова (ныне Кивсерт-Мурат), а часть — околоток деревни Вторая Муратова (ныне не существует). В 1897 году здесь проживало 314 человек, в 1926 было 70 дворов и 318 жителей. В 1939 было учтено 344 жителя, в 1979—161. В 2002 году было 34 двора, в 2010 — 22 домохозяйства. В 1930 образован колхоз «Комсомолец», в 2010 действовал СХПК «МТС».

## Население
Постоянное население составляло 64 человек (чуваши 97 %) в 2002 году, 52 в 2010.